# 五線旗鱂
五線旗鱂為輻鰭魚綱鯉齒目假鰓鱂科的其中一種。

## 分布
本魚分布於非洲加彭與赤道幾內亞的溪流、池塘和沼澤。

## 特徵
本魚藍綠色底色上橫貫著鮮紅的條紋，腹部有黃色斑點，尾鰭上有上下鰭條向外伸展。雌魚為淺金褐色，長有圓鰭。體長約6公分。

## 生態
本魚棲息在雨林中小溪或沼澤，性其溫和，屬肉食性，以蠕蟲、甲殼動物與昆蟲等為食。

## 經濟利用
為體色鮮艷的觀賞魚，較喜歡有陰影長有水草的魚缸。